# Sozi (Software)
Sozi ist ein quell-offenes Programm zum Erstellen von Präsentationen, die zudem auf HTML-Techniken statt auf Adobe Flash setzt.
Im Gegensatz zu anderen Präsentationsprogrammen ist ein Sozi-Dokument nicht auf einer Reihe von Einzelbildern aufgebaut. Die Grundlage bildet ein einziges großes Bild (eine Vektor-Grafik im SVG-Format), welches alle Einzelheiten der Präsentation enthält. Vorzugsweise verwendet man für die Erstellung dieser Grafik das freie Zeichenprogramm Inkscape. 
Sozi erzeugt für den Vortrag lediglich eine HTML-Datei, die nahezu jeder Browser darstellen kann.
Auf dem Basisbild kann man dann mit Sozi Übergänge mit Zooms, Drehungen und Verschiebungen festlegen, und so die Aufmerksamkeit der Zuschauer auf die Elemente lenken, welche man jeweils hervorheben will.